# 레이먼드 스티븐스 (유도 선수)
레이먼드 스티븐스(영어: Raymond Stevens, 1963년 7월 26일~)는 영국의 유도 선수, 지도자이다. 올림픽에 2회 참가했으며 1992년 하계 올림픽 남자 미들급에서 은메달을 획득했다.
은퇴 후에는 영국 유도 협회 부회장을 지냈고 현재 자신의 이름을 딴 유도 도장을 운영하고 있다.